# Contrabando
Contrabando ist ein mexikanischer Film aus dem Jahr 1931, bei dem Alberto Méndez Bernal und Raymond Wells Regie führten. Es handelte sich um einen Abenteuerfilm, dessen Drehbuch von Alberto Méndez Bernal gemeinsam mit Fernando Méndez geschrieben wurde. Der Film erzählt von dem Millionär Hernández, der Waffen aus den Vereinigten Staaten nach Mexiko einschmuggelt. Dies tut er, weil er einen Aufstand plant. Davon erhält der Hotelpage Carlos Kenntnis. Hernández und seine Truppen werden von der Armee besiegt. Carlos wird freigesprochen und kann seine Geliebte Lolita heiraten.
Der Film Contrabando wurde in Orten an der Grenze zu den Vereinigten Staaten wie Tijuana, Ensenada und Playas de Rosarito gedreht. Er wurde auf Spanisch und auf Englisch unter dem Titel Contraband gedreht. Die Rolle der Lolita wurde für die englische Version mit Dorothy Sebastian besetzt. Die Handlung von Contrabando war von einer tatsächlichen Rebellion aus dem Jahr 1929, angeführt von José Gonzalo Escobar, inspiriert.